# Microtegeus lucianus
Microtegeus lucianus är en kvalsterart som beskrevs av Sandór Mahunka 1998. Microtegeus lucianus ingår i släktet Microtegeus och familjen Microtegeidae. Inga underarter finns listade i Catalogue of Life.